# Atychodracon
Atychodracon es un género extinto de plesiosaurio romaleosáurido conocido del límite Triásico Superior - Jurásico Inferior (probablemente piso Hettangiense temprano) de Inglaterra. Contiene una sola especie, Atychodracon megacephalus, nombrada en 1846 originalmente como una especie de Plesiosaurus. El holotipo de "P". megacephalus fue destruido durante un ataque aéreo de la Segunda Guerra Mundial en 1940 y luego fue reemplazado por un neotipo. La especie tenía una historia taxonómica muy inestable, siendo referida a cuatro géneros diferentes por varios autores hasta que se creó un nuevo nombre de género en 2015. Además del holotipo destruido y sus tres moldes parciales (que sobrevivieron), un neotipo y dos individuos adicionales se refieren actualmente a Atychodracon megacephalus, lo que lo convierte en un romaleosáurido relativamente bien representado.

## Historia del descubrimiento
La especie tipo de Atychodracon fue descrita y nombrada por primera vez por Samuel Stutchbury en enero de 1846, como una especie del taxón cajón de sastre Plesiosaurus. El nombre de la especie significa "cabeza grande" en griego en referencia al cráneo muy grande en comparación con el resto de los elementos esqueléticos que tenía "Plesiosaurus" megalocephalus, en relación con otras especies de Plesiosaurus. La naturaleza pliosauroidea de "Plesiosaurus" megalocephalus permaneció inadvertida hasta una revisión de Richard Lydekker en 1889. Lydekker reconoció las afinidades de romaleosáurido de "P". megacephalus, pero debido a que él y Harry G. Seeley "se negaron rotundamente a reconocer los nombres de género y de especie propuestos por el otro", se movió "P". megacephalus al género Thaumatosaurus, que fue considerado por él como un reemplazo del Rhomaleosaurus de Seeley, creando la nueva combinación T. megacephalus.
El holotipo de Atychodracon es BRSMG Cb 2335 y sus moldes y reproducciones digitales. BRSMG Cb 2335 representó un esqueleto completo y articulado que incluía el cráneo y la mandíbula inferior que medía 4.960 metros de longitud corporal total, y fue uno de los varios especímenes de plesiosaurio exhibidos en el Bristol City Museum durante la primera mitad del siglo XX. BRSMG Cb 2335, se recolectó de la Formación Blue Lias en el pueblo de Street-on-the-Fosse, ubicado a unos 14 km al noreste de Street, Somerset, Inglaterra. El Blue Lias, también conocido como el Lias Inferior, se remonta al límite del Triásico Superior - Jurásico Inferior, por lo que incluye las etapas Rhaetiense, Hettangiense y Sinemuriense inferior. BRSMG Cb 3335 provino de los lechos más bajos de la formación, y el área alrededor de Street probablemente se origina debajo de la primera ocurrencia de la zona ammonoide de Psiloceras planorbis (lechos pre-Planorbis), en la Zona de Psiloceras tilmanni que sigue inmediatamente al límite Triásico-Jurásico, lo que significa que una edad Hettangiense temprana es más probable para el espécimen, hace unos 201 millones de años. Sin embargo, es posible que algunos de los especímenes del área provengan de depósitos un poco más jóvenes.
BRSMG Cb 2335 fue destruido durante un ataque aéreo de la Segunda Guerra Mundial el 24 de noviembre de 1940; sin embargo, hasta el día de hoy aún existen descripciones e ilustraciones detalladas del espécimen, así como fotografías históricas de alta calidad. Además, se conocen al menos tres moldes, que incluyen: NHMUK R1309/1310 alojado en el Museo de Historia Natural de Londres, TCD.47762a+b en el Museo de Geología, Trinity College Dublin y BGS G/M 118410 en el Servicio Geológico Británico, Keyworth, Nottingham. Cada uno de los moldes es una réplica de partes del espécimen original y comprende una representación del cráneo, nueve vértebras frontales del cuello, incluido el atlas-axis, y la extremidad anterior derecha. En junio de 2014, se produjeron modelos digitales tridimensionales de BGS GSM 118410.
Cruickshank (1994a) describió LEICS G221.1851 como espécimen de neotipo para "P". megacephalus debido a la destrucción de BRSMG Cb 2335. LEICS G221.1851, apodado "The Barrow Kipper", representa un esqueleto completo y bien conservado alojado en el Museo New Walk en Leicester, y fue descubierto en Barrow upon-Soar, de Leicestershire, Inglaterra. Fue recolectado por William Lee a principios de la década de 1850, de la zona de Psiloceras planorbis del miembro de piedra caliza del piso inferior de Blue Lias, 2 metros por encima del Rhaetiense local, datando así del Hettangiense temprano. Sin embargo, una revisión de 2015 de "P". megacephalus señaló que según el Código Internacional de Nomenclatura Zoológica, artículo 51.1, no se requiere designar un neotipo en este caso ya que existen representaciones del holotipo, y son suficientes para definir la especie de manera objetiva. Así, actualmente LEICS G221.1851 se trata como un espécimen referido a Atychodracon megacephalus y no como su material tipo.
Dos especímenes adicionales, ambos alojados en el Museo Nacional de Irlanda, actualmente se pueden referir a A. megacephalus - NMING F10194, un esqueleto parcial que incluye el cráneo pero no la mandíbula inferior de Street y NMING F8749, un esqueleto parcial que incluye un cráneo dañado y sufre de descomposición de pirita, de Barrow-upon-Soar. Ambos especímenes también provienen del Blue Lias inferior, y probablemente también datan del Hettangiense temprano. WARMS 10875, un esqueleto completo de Wilmcote, Warwickshire se denominó "P". megacephalus en publicaciones más antiguas, e.g. Cruickshank (1994a). Sin embargo, con base en su morfología distintiva y los resultados de un análisis filogenético preliminar, WARMS 10875 parece representar una nueva especie de romaleosáurido sin nombre potencialmente relacionada con Atychodracon y Eurycleidus.

## Descripción

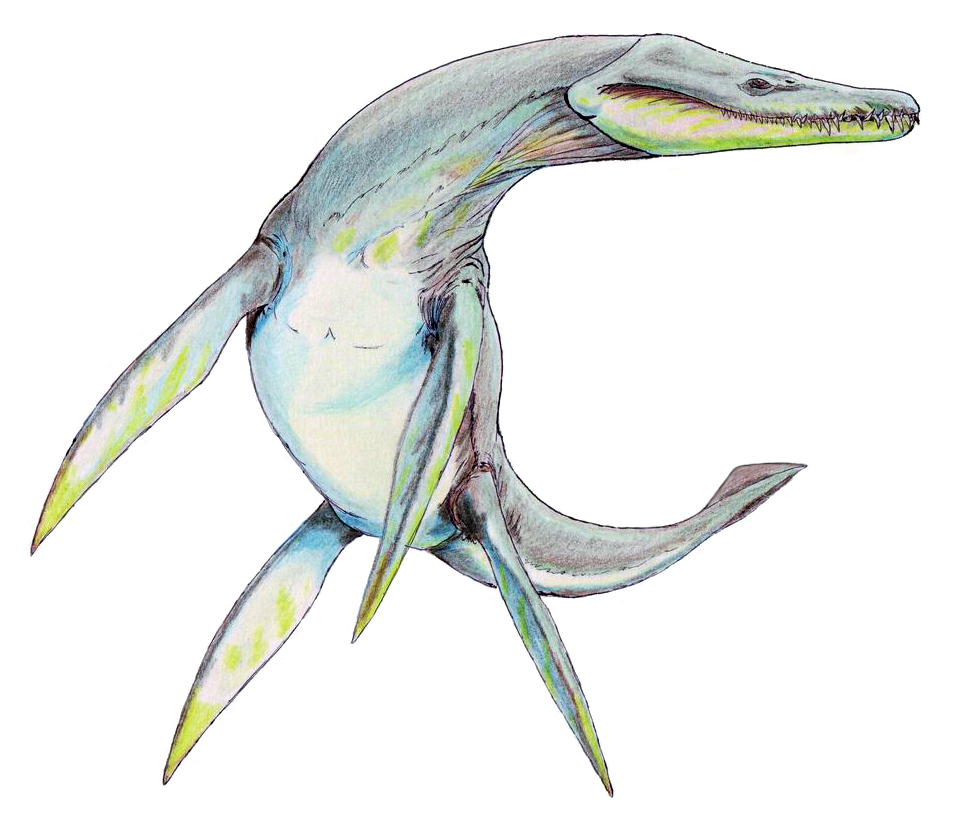
Restauración

Atychodracon es un plesiosaurio carnívoro de tamaño mediano, conocido por varios individuos de unos 5 metros de longitud total del cuerpo, con cráneos que miden alrededor de 80 cm. Entre estos primeros plesiosaurios, Atychodracon tenía un cráneo relativamente grande, con un cráneo del 16% de su longitud total. La parte premaxilar de su hocico tiene aproximadamente el mismo ancho y largo con cinco dientes premaxilares. Otras características que se ven en el cráneo holotipo incluyen un hueso palatino que contacta con la naris interna y un canal orientado de adelante hacia atrás frente a la naris externa. El frente del espacio interpterigoideo es alargado de adelante hacia atrás y estrecho desde la mitad hacia los lados. Su parabasisfenoide estaba suavemente quillado, y los lados de la mandíbula inferior estaban arqueados desde la mitad hacia los lados. La región sinfisaria mandibular se expande hacia los lados, casi igual en ancho y largo. La superficie inferior del dentario cerca de la sínfisis mandibular, a la que contribuyen los esplenios en el lado medio inferior, muestra barras divergentes y una cresta longitudinal en la línea media. Una hendidura en forma de flecha está presente entre los dentarios y un gran agujero lingual está presente en la mandíbula inferior. Una protuberancia medial está presente en la proyección retroarticular.
Atychodracon, basado únicamente en el holotipo, tiene 29-30 vértebras del cuello, incluido el atlas y el eje, alrededor de 32 vértebras de la cola, una proyección en la superficie frontal de las costillas cervicales, un margen de húmero preaxial recto, un radio pobremente definido y facetas de cúbito en el húmero, un húmero ligeramente más corto que el fémur, un cúbito más corto que el radio y una tibia y un peroné de igual longitud.
Entre otros romaleosáuridos, el material de Atychodracon se ha referido principalmente a dos géneros antes de su separación, a saber, Rhomaleosaurus y Eurycleidus. Estudios recientes encuentran poco parentesco entre Atychodracon y el verdadero Rhomaleosaurus spp., aparte de los rasgos que comparten la mayoría de los romaleosáuridos. De hecho, todos los análisis filogenéticos que incluyeron representantes de Rhomaleosaurus y especímenes ahora referidos a Atychodracon, no encontraron ninguna afinidad cercana. Por otro lado, varios análisis filogenéticos recuperaron a Eurycleidus como el taxón hermano de Atychodracon cuando se incluyen ambos, lo que parece implicar un parentesco cercano entre los taxones, como sugirió originalmente Andrews (1922). Sin embargo, esto no está respaldado por todos los análisis y, a pesar de la dificultad de compararlos directamente, existen varias diferencias. El holotipo de Eurycleidus carece de cráneo, y el OUM J.28585 anteriormente referido probablemente representa un nuevo taxón, por lo que existe poco material superpuesto entre los holotipos de Atychodracon y Eurycleidus. Sin embargo, las siguientes diferencias son notables: en Eurycleidus, la hendidura de la línea media en la superficie inferior de la sínfisis mandibular no está bordeada por los esplenios de la parte posterior, como en Atychodracon. En Eurycleidus, una gran hendidura asimétrica adicional separa los esplenios en la línea media. A diferencia del margen preaxial recto del húmero de Atychodracon, es cóncavo en Eurycleidus. Además, Atychodracon muestra un húmero más robusto, y una relación inversa en el radio a la longitud del cúbito. Estas distinciones sugieren que, si bien Atychodracon está bastante relacionado con Eurycleidus, representa un género separado.

## Clasificación
En una revisión de muchos taxones de pliosauroideos, Andrews (1922) fue el primero en reconocer que "P." megacephalus está morfológicamente más estrechamente relacionado con "Plesiosaurus" arcuatus que con especies del complejo Rhomaleosaurus/Thaumatosaurus. Concluyó que las dos especies pertenecen al mismo género, que erigió como Eurycleidus, siendo la especie tipo Eurycleidus arcuatus, y E. megacephalus como especie referida. Sin embargo, esto no fue seguido por todos los autores, como Swinton (1930) que utilizó T. megacephalus y posteriormente en 1948 P. megacephalus, para evitar confusiones poco después de que se destruyera el holotipo. Este nombre conservador, "P". megacephalus, fue seguido por Taylor y Cruickshank (1989) y Taylor (1994). Sin embargo, en 1994 Cruickshank designó un neotipo para la especie, y debido a que el problema de Rhomaleosaurus/Thaumatosaurus se resolvió a favor del primero (mientras que Thaumatosaurus es un nomen dubium), se refirió a él con la nueva combinación, Rhomaleosaurus megacephalus.
Adam S. Smith en su tesis de 2007 sobre la anatomía y clasificación de la familia Rhomaleosauridae, encontró que el género Rhomaleosaurus que se convirtió en un taxón cajón de sastre en sí mismo tenía solo tres especies válidas, y consideró a "P". megacephalus para ser más bien una segunda especie de Eurycleidus como lo sugiere Andrews (1922). Smith y Dyke (2008) reconocieron una cuarta especie válida en Rhomaleosaurus y tentativamente se refirieron a "P". megacephalus como "Rhomaleosaurus" megacephalus. Sin embargo, reconocieron la necesidad de un nuevo nombre de género para "P". megacephalus, como fue respaldado por su análisis filogenético de todas las especies válidas de Rhomaleosaurus y la mayoría de los romaleosáuridos válidos.

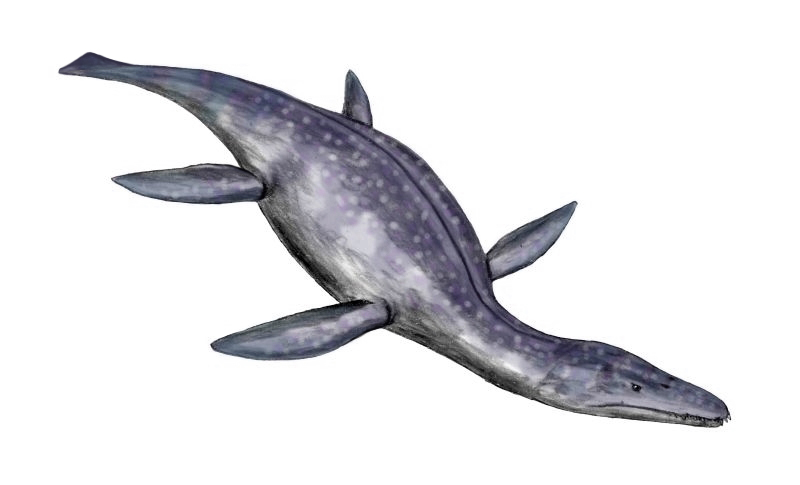
Restauración

Análisis cladísticos de Ketchum & Benson, 2010, Benson et al., 2011, Ketchum & Benson, 2011, y varios estudios posteriores encontraron que "R". megacephalus es basal al clado que contiene a Rhomaleosaurus y Eurycleidus, por lo que debería estar en su propio género como lo sugieren Smith y Dyke (2008). Después de esto, Smith erigió el nuevo nombre de género Atychodracon en 2015 para "R". megacephalus, siendo la especie tipo Atychodracon megacephalus. El nombre del género se deriva del griego ατυχής, atychis, que significa "desafortunado" en referencia a la desafortunada destrucción del holotipo durante un bombardeo aéreo de la Segunda Guerra Mundial en 1940, más δράκωνe, drakon, que significa " dragón:, un sufijo común en los nombres de género de varios grupos de reptiles mesozoicos.
Atychodracon ha sido incluido en muchas ocasiones en diversos análisis filogenéticos, generalmente como "Rhomaleosaurus" megacephalus. En estos análisis, el referido LEICS G221.1851 se utilizó para representar la especie debido a su mayor exhaustividad y al ser el neotipo propuesto. La referencia de este LEICS G221.1851 a Atychodracon es relativamente fuerte, lo que significa que esto no debería afectar la posición de Atychodracon en la topología.